# Hôtel Villard
L'Hôtel Villard, ou de Villard, est un édifice civil de la ville de Nîmes, dans le département du Gard et la région Languedoc-Roussillon. Il est inscrit monument historique depuis 1964.

## Localisation
L'édifice est situé 5 rue Dorée. 

## Historique
XVIIe siècle : construction. 

L'Hôtel a appartenu aux Villard, conseillers au présidial.

## Architecture
Il a un bel escalier suspendu avec pallier les clés pendantes et avec une rampe en fer forgé très travaillée. 

Les fenêtres sont très décorées (feuilles d'acanthe, pommes de pin, etc.). 